# قارچ کرکی‌لبه
قارچ کرکی‌لبه (نام علمی: Tricholoma) نام یک سرده از تیره قارچ‌های کرکی‌لبه است.